# 시라사키촌
시라사키촌(白崎村)은 와카야마현 히다카군에 있던 촌이다. 현재의 유라정 서부에 해당한다.

## 역사
- 1889년 4월 1일 - 정촌제 시행에 의해 7촌의 구역을 가지고 성립하였다.
- 1955년 1월 1일 - 구 유라정, 에나촌과 합병해 유라정이 성립하여, 동일 시라사키촌은 폐지되었다.

## 참고문헌
- 角川日本地名大辞典 30 和歌山県